# Testament et Figatelli
Testament et Figatelli est la dixième histoire de la série Léo Loden par Christophe Arleston et Serge Carrère. Elle est publiée pour la première fois en 1997 aux éditions Soleil avant d'être rééditée en 1999.

## Synopsis
Cet épisode révèle un aspect inattendu de la vie de tonton Loco : il est marié ! Son épouse, une corse au caractère bien trempé, est décédée et Loco hérite de plusieurs clubs et boites de nuit appartenant à sa femme. Sa belle-famille refuse cet héritage à sens unique le caïd de Marseille entend s'approprier tout ça à coups d'intimidations musclées. Contrainte, la belle-famille accepte de s'associer à tonton Loco pour sauver l'héritage...

## Clins d'œil
- A deux reprises, la belle-famille corse de Loco sort les armes. En plus des habituelles lames et armes à feu, l'un d'eux sort...un fromage corse, en référence au fromage explosif de Astérix en Corse.